# Skallerborns naturreservat
Skallerborns naturreservat är ett naturreservat i Heby kommun i Uppsala län.
Området är naturskyddat sedan 2004 och är 24 hektar stort. Reservatet består av gran- och tallskog.